# Amtsgericht Reutlingen

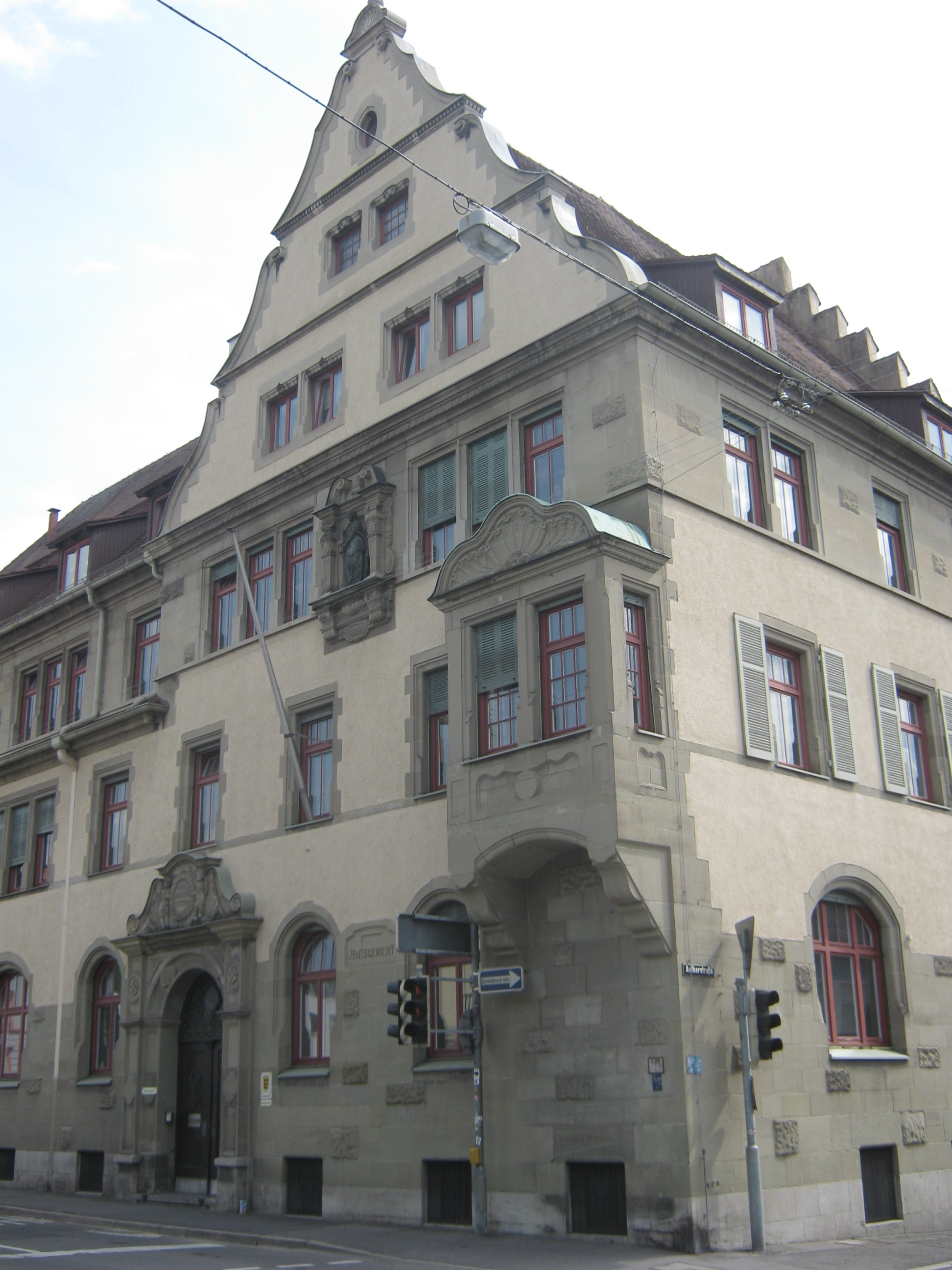
Amtsgericht Reutlingen

Das Amtsgericht Reutlingen ist ein Gericht der ordentlichen Gerichtsbarkeit und mit 13 Richtern das größte der sieben Amtsgerichte im Bezirk des Landgerichts Tübingen.

## Gerichtsbezirk und -sitz
Der Gerichtsbezirk des Amtsgerichts Reutlingen umfasst die Gemeinden Stadt Reutlingen, Eningen, Pfullingen, Lichtenstein, Walddorfhäslach, Wannweil, Pliezhausen und Sonnenbühl.
Die Zwangsversteigerungsabteilung ist ebenso zuständig für die Zwangsversteigerungssachen der Amtsgerichtsbezirke Bad Urach und Münsingen.
Ebenso übernimmt das dortige Familiengericht die Familiensachen aus dem Bezirk des Amtsgerichts Münsingen.
Insolvenzsachen hingegen werden beim Amtsgericht Tübingen durchgeführt.
Handels-, Genossenschafts- und das Partnerschaftsregister sind beim Amtsgericht Stuttgart konzentriert.
Das Landgericht Tübingen ist dem Amtsgericht Reutlingen übergeordnet. Zuständiges Oberlandesgericht ist das Oberlandesgericht Stuttgart.

## Gebäude
Das Gericht befindet sich in der Gartenstraße 40–44 in 72764 Reutlingen. Das Amtsgericht besteht aus dem Hauptgebäude (Gartenstraße 40), sowie dem daneben angeschlossene Nebengebäude (Gartenstraße 44).
Insgesamt gibt es fünf Sitzungssäle: Saal I, Saal II und Saal III im EG des Hauptgebäudes, sowie Saal IV und Saal V im 1. OG des Hauptgebäudes.
Die Zwangsvollstreckungsabteilung, die Zwangsversteigerungabteilung, sowie die Hinterlegungsstelle sind im angeschlossenen Nebengebäude in der Gartenstraße 44 zu finden.
Die Betreuungs- und Nachlassabteilung befinden sich in der Außenstelle, Bahnhofstraße 14.

## Bedeutsame Fälle
Aufgrund einer Vorlage des Amtsgerichts Reutlingen sollte der Europäische Gerichtshof (EuGH) darüber entscheiden, ob bei einem Strafbefehl stets die Anrede „Herr“ beziehungsweise „Frau“ zu gebrauchen sei. Der EuGH erklärte sich für unzuständig.
Für Schlagzeilen sorgte auch ein Reutlinger Strafrichter, als er erstmals in Deutschland den Facebook-Account eines Angeklagten beschlagnahmte, um die Beteiligung an einem Einbruchsdiebstahl aufzuklären. Facebook aber gab schlussendlich die Daten nicht heraus; der Angeklagte wurde jedoch aufgrund weiterer Indizien trotzdem verurteilt.